# Alcalá de Henares
Alcalá de Henares (španělská výslovnost: [alkaˈla ðe eˈnaɾes]) je španělské město v Madridském společenství. Leží na řece Henares, přibližně 31 kilometrů severovýchodně od centra Madridu. V roce 2018 mělo 193 751 obyvatel, což z něj činilo třetí nejlidnatější obec v regionu.
Město bylo předcházeno staršími sídly (oppida) na levém břehu řeky Henares. Jeho počátky sahají do římské doby, kdy bylo na pravém (severním) břehu založeno sídlo Complutum, které se v 5. století stalo sídlem biskupství. Na levém břehu pak byla v období al-Andalusu vybudována jedna z několika muslimských pevností ve Střední marce, což vedlo ke vzniku názvu Alcalá, odvozeného z arabského výrazu pro citadelu (al-qalʿa). Po dobytí křesťany kolem roku 1118 se hlavní část městského jádra přesunula zpět na pravý břeh. Po většinu pozdního středověku a raného novověku, než se stalo součástí Madridské provincie, bylo Alcalá de Henares panstvím arcibiskupů toledských.
Historické centrum města je zapsáno na seznamu světového dědictví UNESCO.
Město má dlouhou univerzitní tradici. Koncem 15. století zde Francisco Jiménez de Cisneros založil Univerzitu Complutense. V současnosti se zde nachází (znovuzaložená) Univerzita v Alcalá. Alcalá de Henares je také rodným městem Miguela de Cervantese.

## Jméno
Místně je obecně známé jednoduše jako Alcalá, ale přívlastek „de Henares“ („u řeky Henares“) se přidává, když je třeba jej odlišit od tuctu dalších španělských měst nesoucích jméno Alcalá (pocházející z arabského slova القلعة al-qalʿa, což znamená opevnění nebo citadela, typicky hrad).
Jeho latinský název, Complutum, znamená „soutok“, tedy místo, kde se sbíhají řeky (nebo dešťová voda) na jedno místo (tj. compluvium).

## Osobnosti města
- Juan Ruiz (kolem 1283 – kolem 1350), kastilský básník
- Diego de Alcalá (kolem 1400–1463), španělský světec, po němž je pojmenováno americké město San Diego
- Kateřina Aragonská (1485–1536), dcera Isabely I. Kastilské a Ferdinanda II. Aragonského, anglická královna jako první manželka Jindřicha VIII.
- Ferdinand I. Habsburský (1503–1564), římský císař, německý, český a uherský král a rakouský arcivévoda, syn burgundského vévody Filipa I. Habsburského a kastilské královny Jany I.
- Miguel de Cervantes y Saavedra (1547–1616), španělský voják a spisovatel
- Manuel Azaña (1880–1940), španělský prezident a předseda vlády

## Partnerská města
- Alba Iulia, Rumunsko
- Cambridge, Spojené království
- Fort Collins, Colorado, USA
- Guanajuato, Guanajuato, Mexiko
- Lublin, Polsko
- Peterborough, Spojené království
- San Diego, Kalifornie, USA
- Talence, Francie

## Galerie

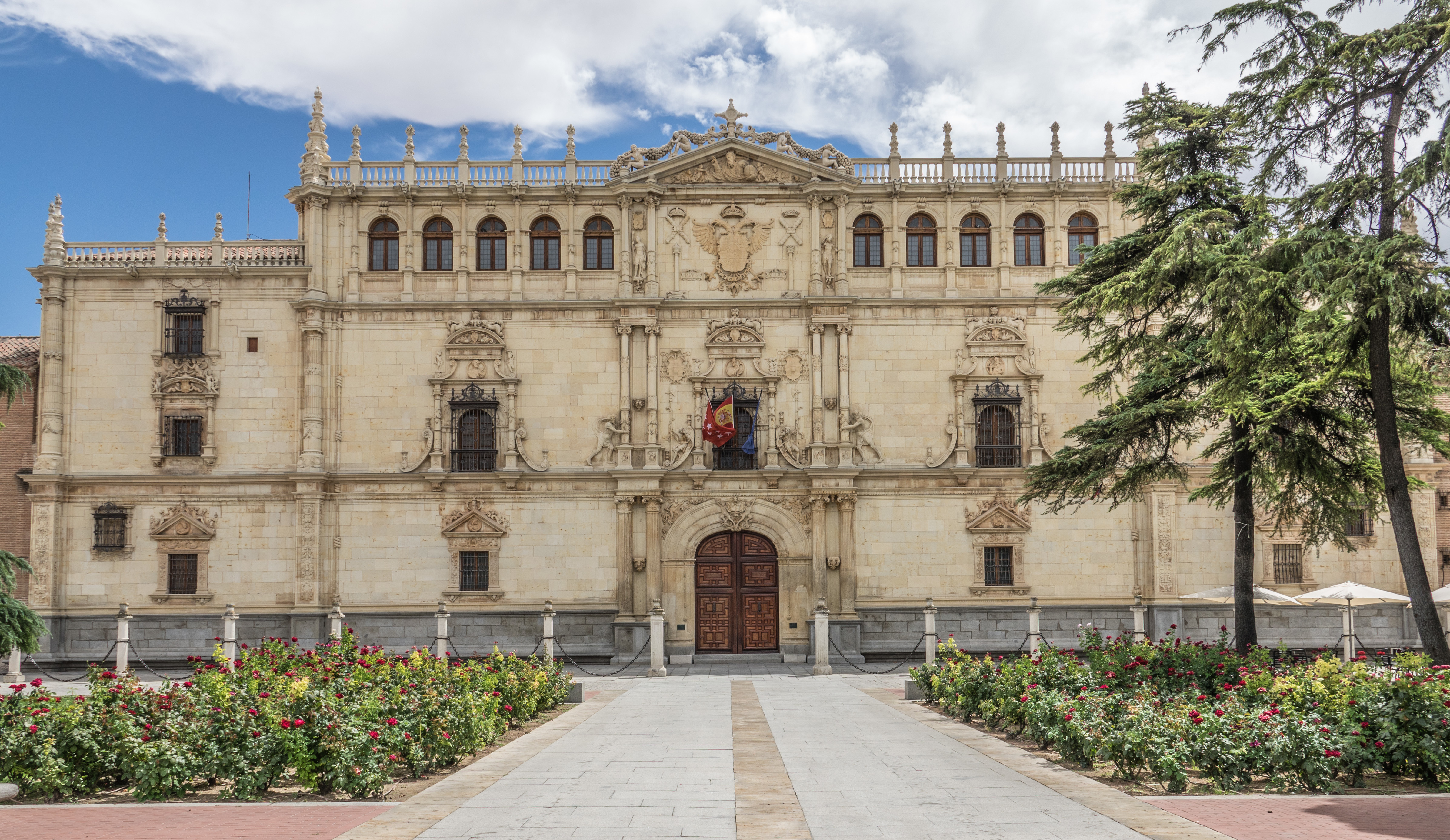
Univerzita v Alcale
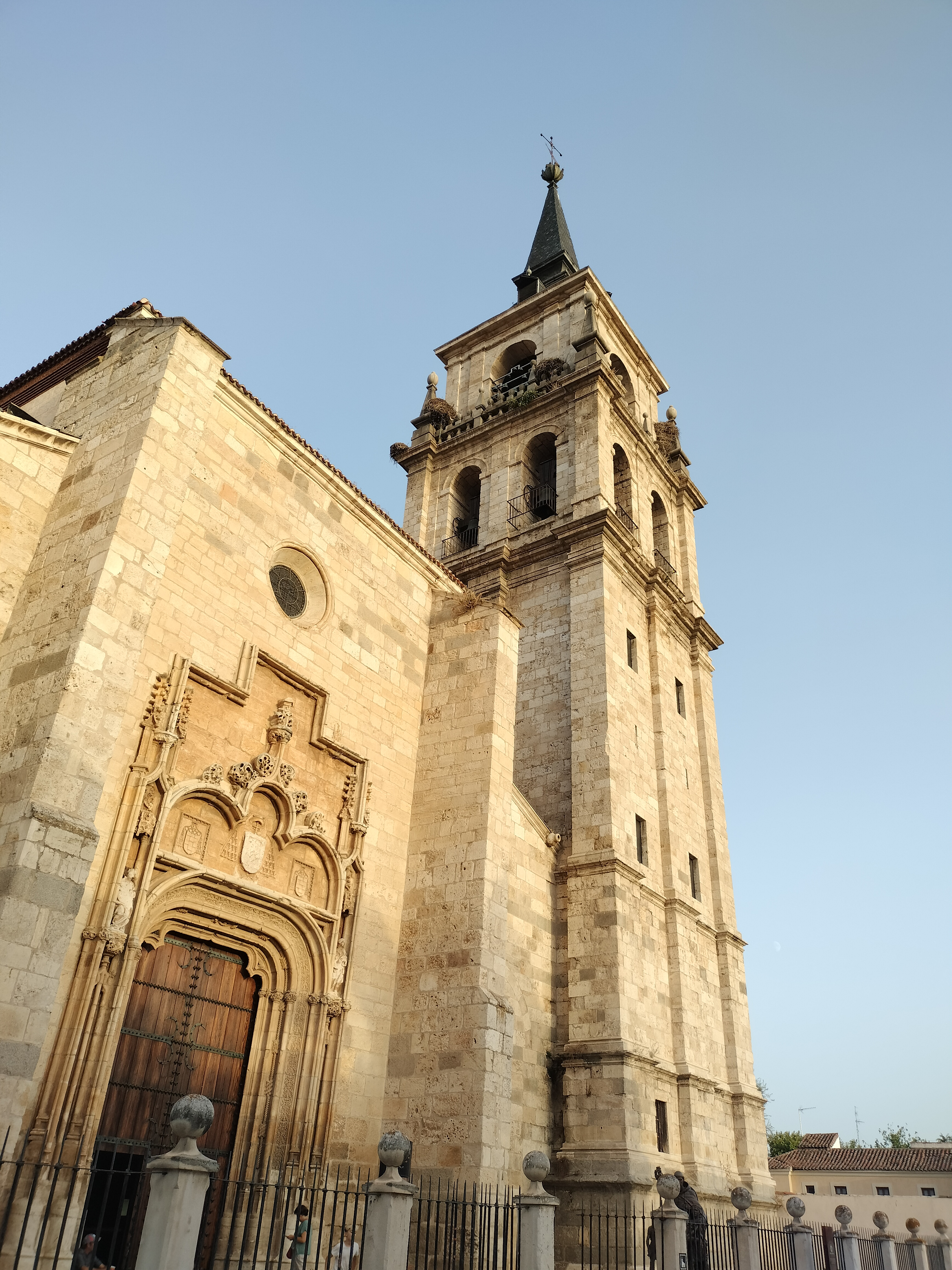
Magistrální katedrála
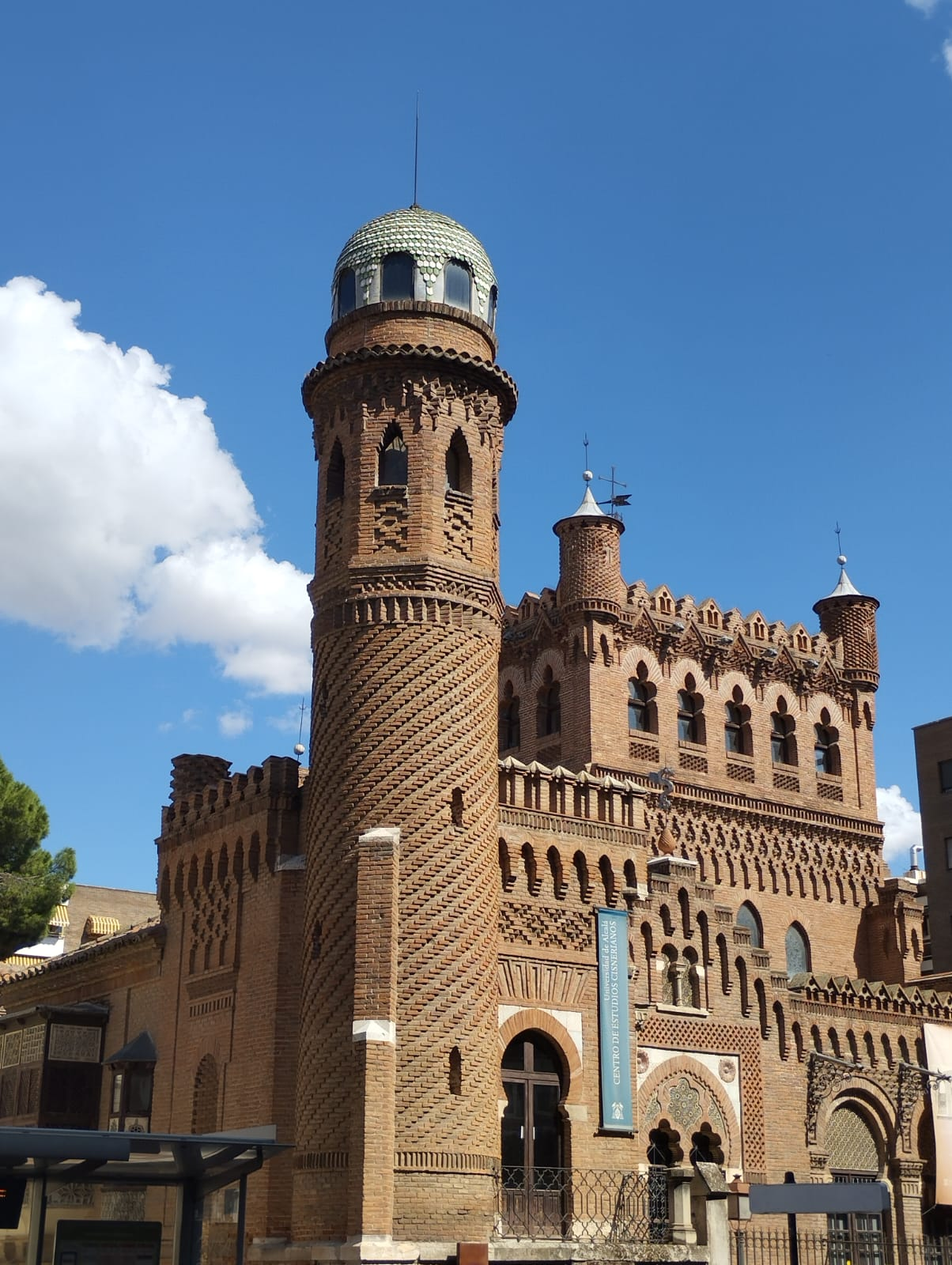
Palác Laredo
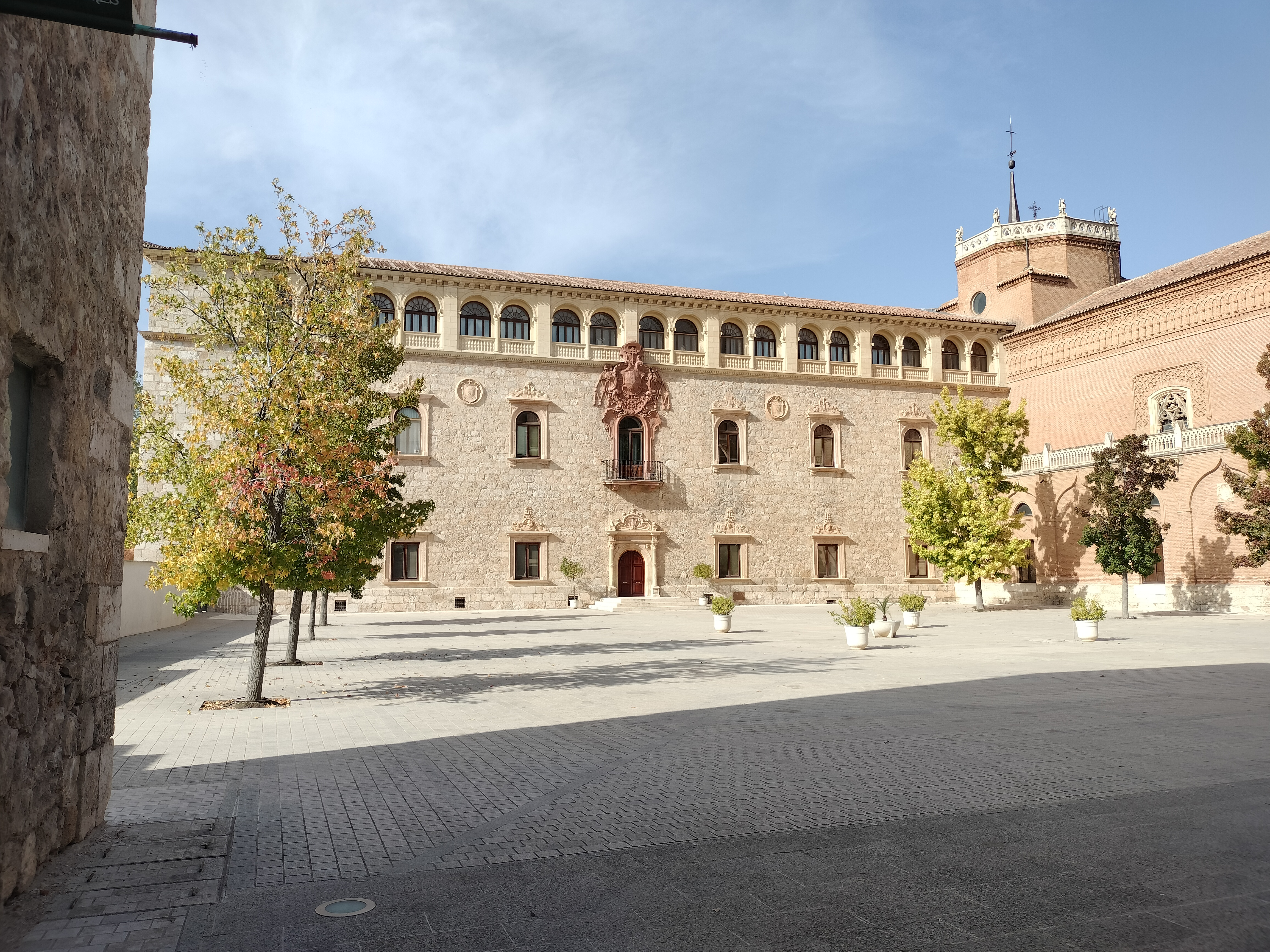
Arcibiskupský palác
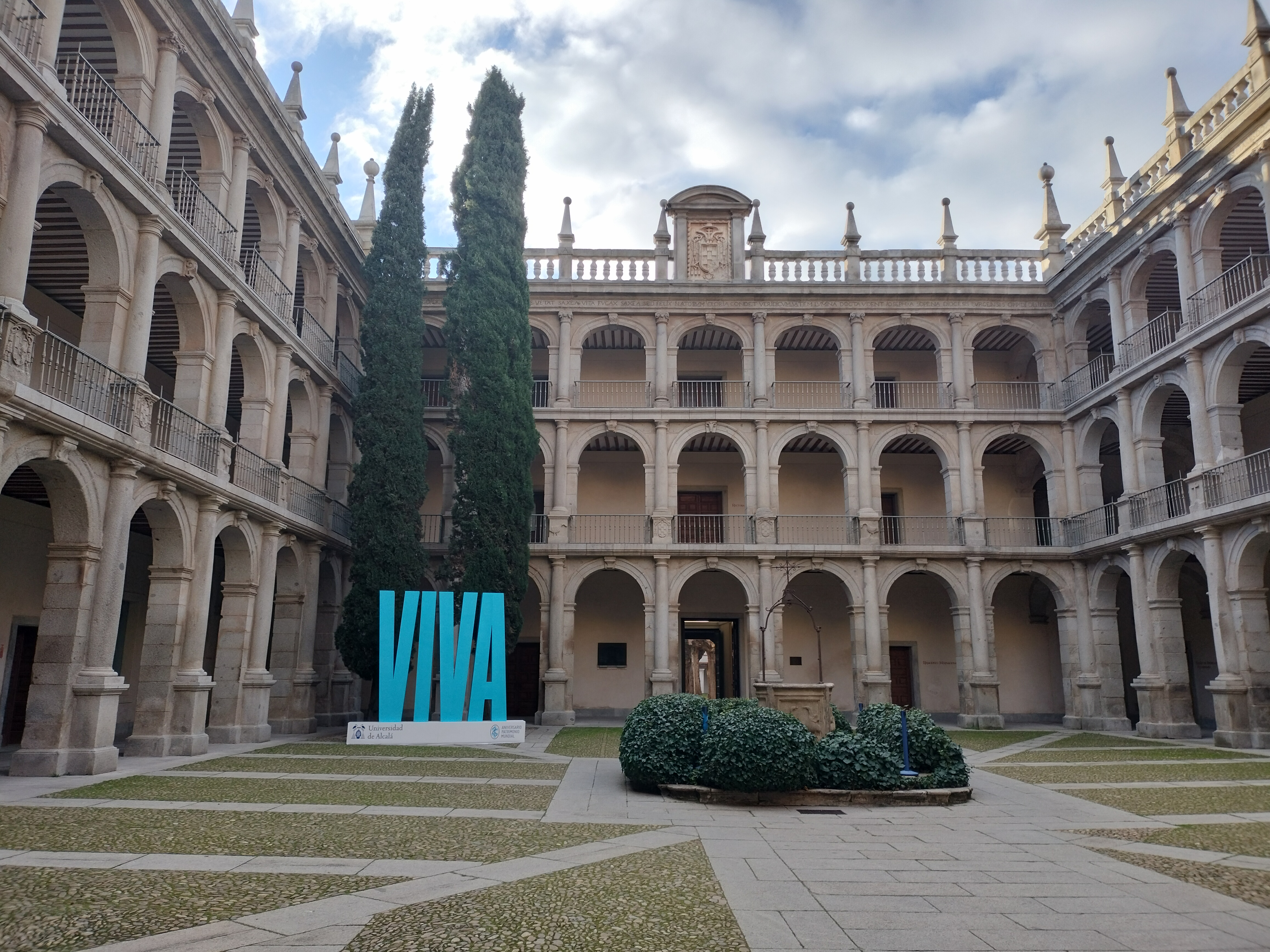
Nádvoří svatého Tomáše z Villanueva